# ダイキン・パーク
ダイキン・パーク（英語: Daikin Park）は、アメリカ合衆国テキサス州ヒューストンにある野球場。メジャーリーグベースボール（MLB）ヒューストン・アストロズの本拠地として2000年に開場した。
世界で3番目の開閉式屋根付き天然芝野球専用球場。

## 球場名について
開場当初はエンロン・コーポレーションとの30年1億ドルの命名権取引成立によりエンロン・フィールド（Enron Field）と名乗っていたが、同社が経営破綻したため2002年3月からの4か月間は暫定的にアストロズ・フィールド（Astros Field）に改称された。その後コカ・コーラ社が命名権を取得し、同社の飲料ブランド「ミニッツメイド」に因みミニッツメイド・パーク（Minute Maid Park）に改称。この球場名からジュースボックス（The Juice Box）という別名も生まれた。
2025年よりダイキン工業のアメリカ合衆国子会社であるダイキン・コンフォートテクノロジーズ・ノースアメリカ社が命名権を取得し、同年から2039年シーズンまでの15年間、ダイキン・パークの名称となった。日系企業によるMLBの本拠地球場への命名権取得はこれが初となる。

## フィールドの特徴
- ユニオン駅（Union Station）という歴史的建造物が隣接しているため、外野は左翼が右翼に比べて浅く、左中間にもふくらみがない。そのため右打者にホームランが出やすい。また2016年まではセンターまで435フィート（約132.6メートル）もあり、これはMLBの球場の中では最長であった。
- タルの丘（Tal's Hill）：2016年まで、センターフェンス手前に傾斜30度の坂があった（これはレッズの旧本拠地クロスリー・フィールドを模したものといわれる）。名前の由来は、球団社長を務めたタル・スミスからきている。この丘にはフラッグ・ポールが立っていた（同じくタイガースの旧本拠地タイガー・スタジアムを模したものといわれる）。ただ、センターを守る選手にとっては邪魔でしかないらしく、特にカルロス・ベルトランはFAになった際に、「これを取り除かないとアストロズとは契約しない」と発言した。ちなみにグラウンド内にあるポールは、タルが生存した時代に多くのアメリカの球場ではグラウンド内にポールが立っていた事にも由来しているといわれる。

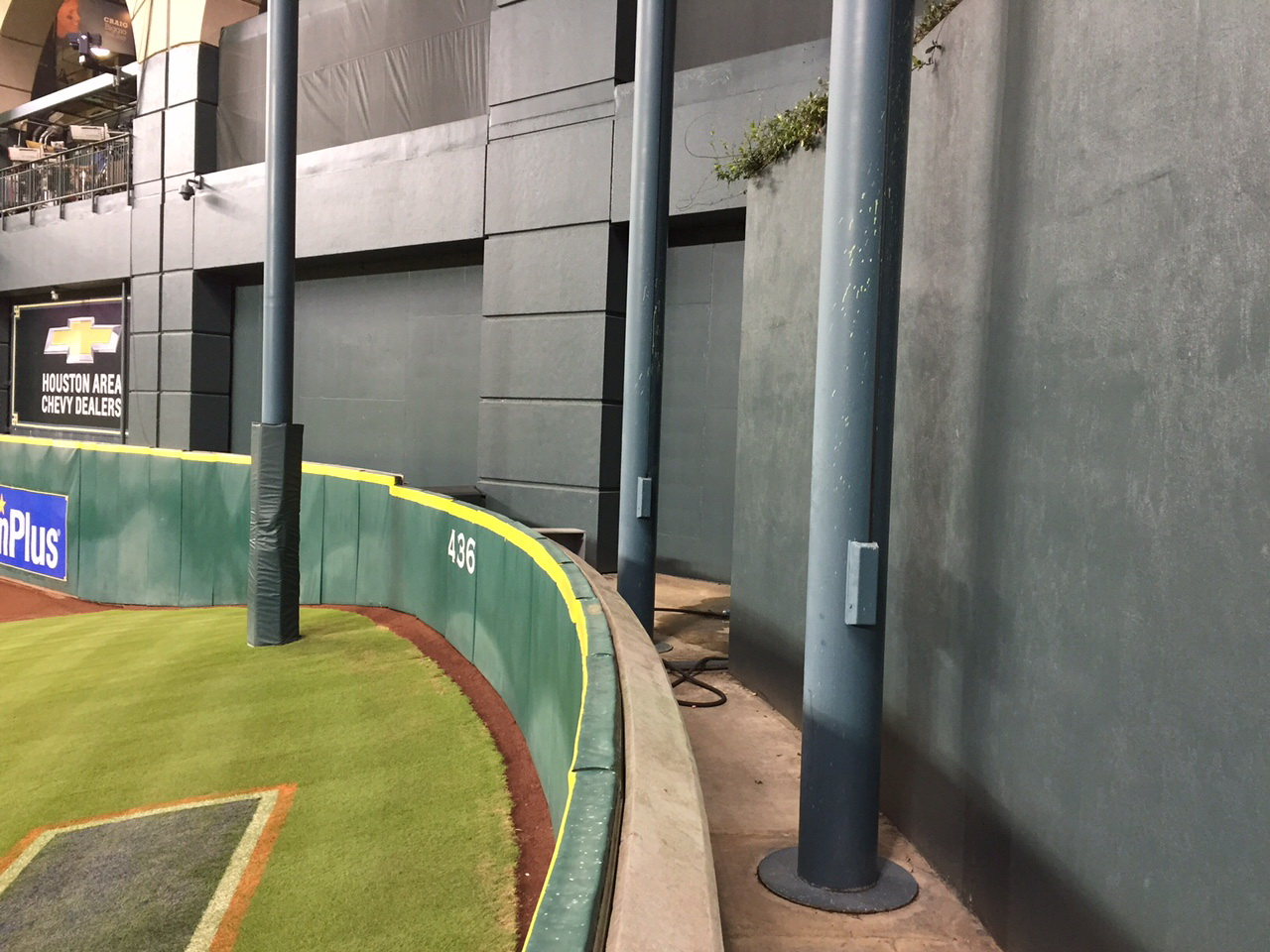
Tal's Hill

2015年6月、アストロズはシーズン終了後にタルの丘を取り除く工事を行い、観客席などを設置する計画を発表した。しかし10月15日になって、来シーズンの開幕に間に合わなくなる恐れが出てきたため改修工事を延期することが発表された。結局、2016年のシーズン後に撤去され、本塁から中堅フェンスまで435フィート（約132.6メートル）から409フィート（約124.7メートル）に縮まった。新設されたフェンスより後ろの部分は、売店やグループ席が設置された。

## 設備、アトラクション、演出
- 蒸気機関車：駅の跡地であることにちなみ、外野左中間上方に27.4メートルに蒸気機関車があり、アストロズの選手がホームランを打ったときなどに、後ろの炭水車には、スポンサーであった「ミニッツメイド」にちなみ石炭の代わりにオレンジを積んで汽笛を鳴らしながら約243.8メートルの線路を走っていた[7]。球場名が「ダイキン・パーク」に改称された後は、オレンジから球場の25年の歴史を象徴する25個の大きな野球ボールに変更されている[8]。
- ホームラン・ポンプ：左中間に突き出たバルコニー風の立ち見エリアにガソリンポンプがあり、アストロズの選手が開場以来この球場で放った本塁打の合計が表示されている。1本目は2000年4月7日にリチャード・ヒダルゴが記録。2010年5月22日にランス・バークマンが1000本目、2020年9月20日にジョージ・スプリンガーが2000本目を記録している[9][10]。

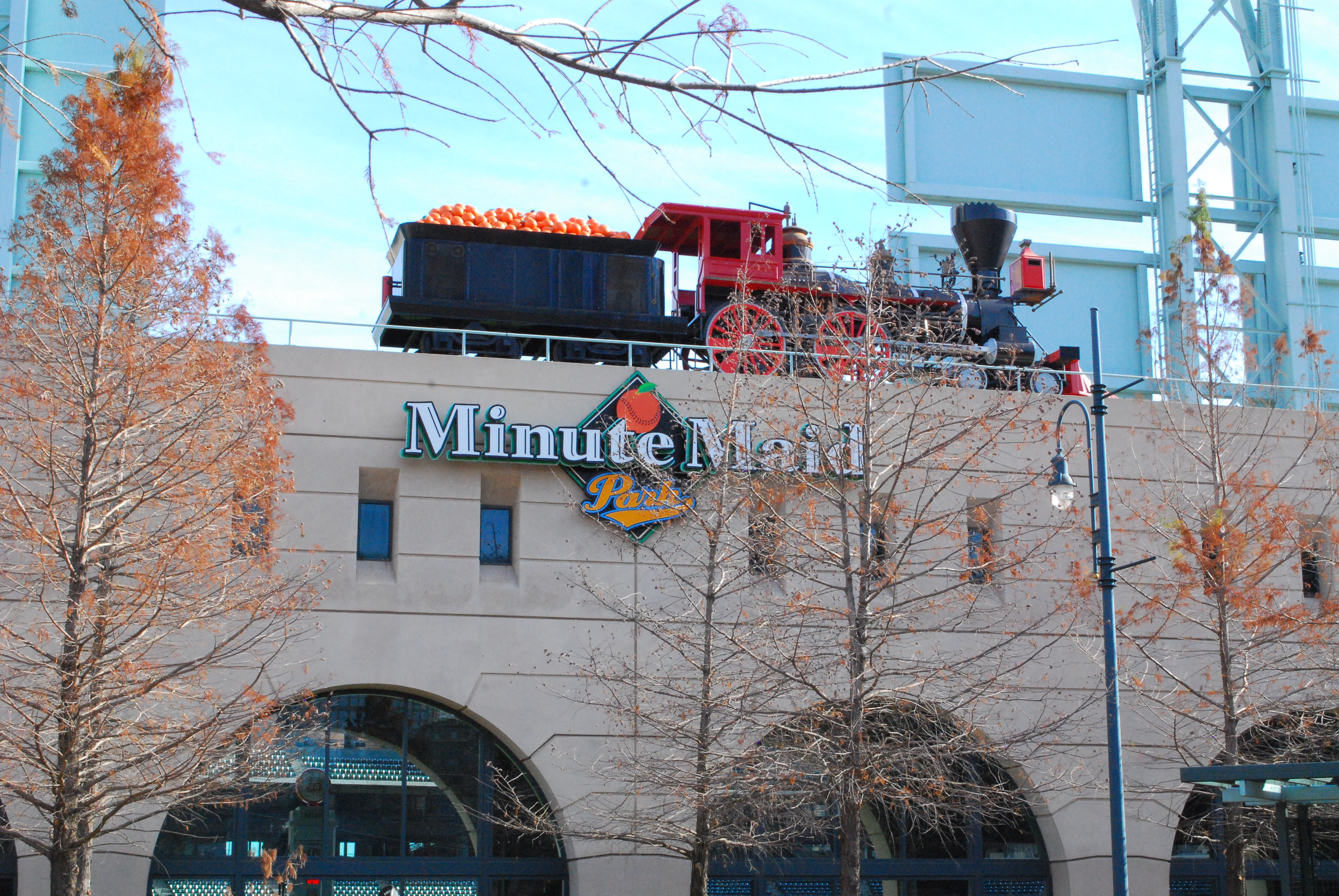
球場外から見える蒸気機関車

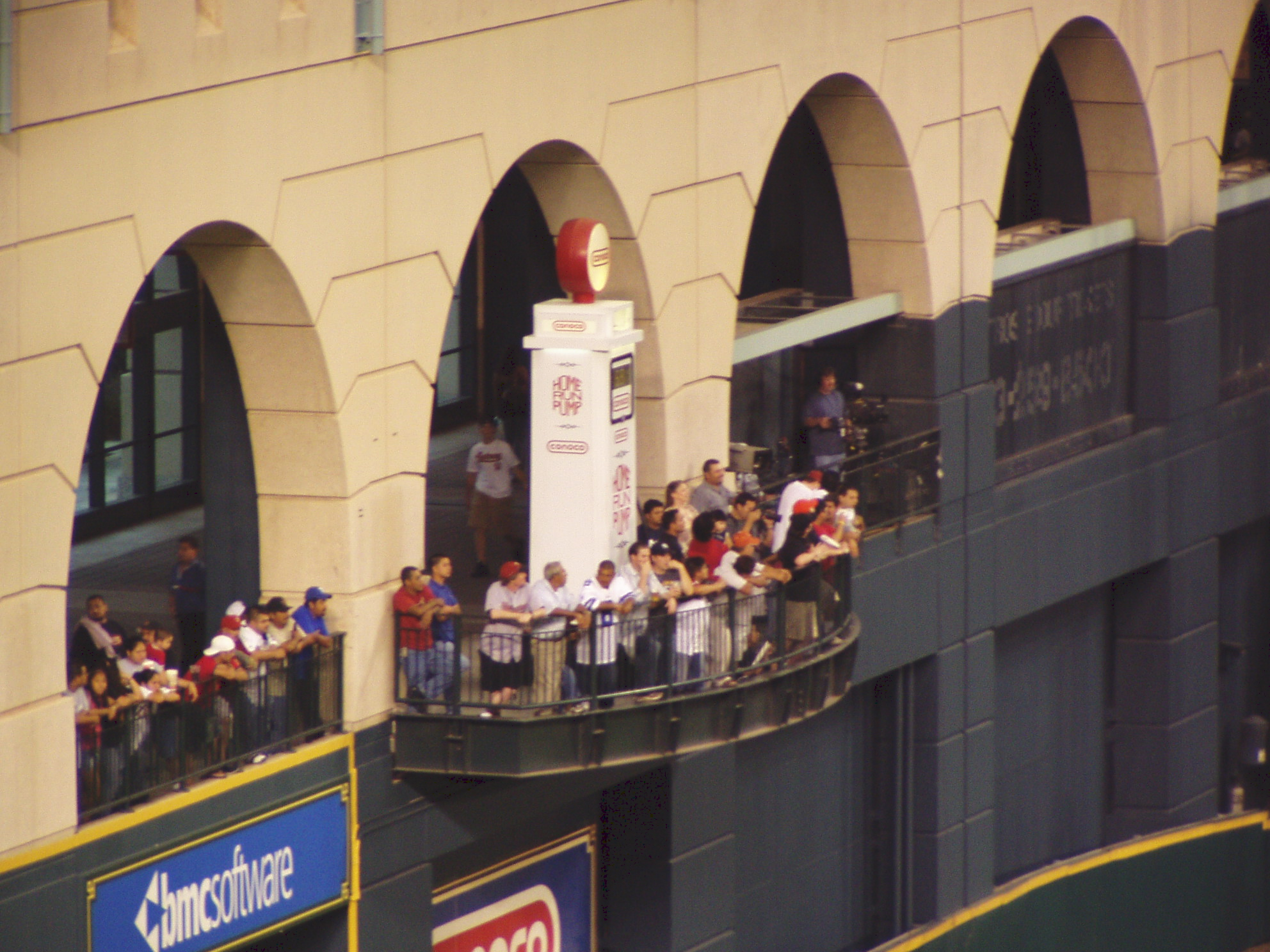
ホームラン・ポンプ

- 長年アストロズで活躍したジェフ・バグウェルとクレイグ・ビジオの像が、球場の外に設置されている。
- 2004年からWi-Fiが使用できるようになった。

## 主要な出来事
- 2000年3月30日、ヤンキースとのオープン戦で開場。
- 2000年4月7日、MLB公式戦初開催（フィリーズ 4 - 1 アストロズ）。
- 2004年7月13日、オールスターゲーム開催（ア 9 - 4 ナ）。
- ワールドシリーズ開催 : 2005年、2017年、2019年、2021年
- 2005年10月25日、アストロズとホワイトソックスとのシリーズ第3戦開催によって、テキサス州では初めてのワールドシリーズ開催球場となった。
- 2007年6月28日、ロッキーズ戦でクレイグ・ビジオ二塁手が球団史上初、メジャー史上27人目となる通算3000本安打を達成。
- 2015年8月21日、マイク・ファイヤーズがドジャース戦で球場初、アストロズ史上11人目のノーヒットノーランを達成。
- 2020年10月6日 - 8日、ナ・リーグ地区シリーズ開催（ブレーブス対マーリンズ）。2020年シーズンは新型コロナウイルス感染症流行に伴いポストシーズンが中立地で行われた。

野球以外
- 2006年2月22日、サッカー北中米カリブ海のクラブ選手権CONCACAFチャンピオンズリーグの準々決勝（ポートモア・ユナイテッドFC（ジャマイカ）対クルブ・アメリカ（メキシコ））1stレグの会場となり、初めてサッカーの試合を開催。
- 2015年5月9日、サウル・アルバレスvsジェームス・カークランドで開場以来初めてボクシングの試合を開催。
- 2020年1月26日、WWE四大PPVのひとつロイヤルランブル開催。